# دینگ میشانی
دینَگ (پارسی میانه: Dēnag) یک بانبشن (ملکه) ساسانی در سده سوم میلادی و همسر شاپور میشانشاه بود. شاپور حکمران میشان بود و پس از مرگش دینگ جانشین او شد. از دینگ به نام میشان بانبشن («ملکه میشان») یاد شده‌است.

## زندگی
دینگ با دومین فرزند شاپور یکم، شاهنشاه ساسانی، به نام شاپور میشانشاه ازدواج کرد. شاپور در یک زمان نامشخص، از طرف پدرش به عنوان حکم‌ران میشان گماشته شد و مدتی بعد، او به همسر خود لقب افتخاری دستگرد-شاپور (پارسی میانه: Dastgerd-Šābuhr) را داد. وی در سال ۲۶۰ درگذشت و احتمالاً دینگ پس از او فرمانروای میشان شد.

## فرزندان
شاپور میشانشاه از دینگ دارای فرزندان بسیاری شد که امروزه هفت تن از آن‌ها ،هرمز، هرمزک، اودابخت، بهرام، شاپور، پیروز و شاپوردختک، شناخته شده‌اند. هرمز در حدود سال ۲۸۱، شورشی را در سکستان و نواحی اطرافش علیه بهرام دوم آغاز کرد و توسط ساکنان شرق ایران، از جمله گیلان، مورد حمایت واقع شد. شورش هرمز در نهایت در سال ۲۸۳ سرکوب و کمی بعد او به دستور بهرام دوم اعدام شد. شاپوردختک، دیگر فرزند او، به ازدواج شاهنشاه بهرام دوم درآمد و عنوان بانبشنان بانبشن به معنای «ملکه ملکه‌ها» را دریافت کرد. پوران فرخزاد از آذرفرنبغ نیز به عنوان فرزند او یاد می‌کند اما سیروس نصرالله‌زاده این فرضیه را رد می‌کند.